# Jingxiu
Jingxiu (en chino, 竞秀; pinyin, Jìngxiù) es un distrito urbano bajo la administración directa de la Prefectura Baoding  en la Provincia de Hebei, República Popular China.  Su área es de 122 km² y su población total para 2021 superó los 520 mil habitantes. 

## Administración
Desde julio de 2023, el  Distrito Jingxiu se divide en 11 pueblos que se administran en 5 subdistritos, 2  poblados y 4 villas.

## Toponimia
El topónimo Jingxiu [/Ching-Xiú/] significa "competir en esplendor/belleza". Lleva el nombre de Langfeng Jingxiu*, uno de los ocho lugares escénicos de Baoding y del parque central Jingxiu.
.*Langfeng Jingxiu (狼峰竞秀) se traduce como "Lobos y picos compitiendo en esplendor" o "Los picos de los lobos compiten en belleza". Es una expresión poética que describe una escena natural en la que los picos montañosos parecen competir entre sí para mostrar su majestuosidad.